# Legbourne
Legbourne – wieś i civil parish w Anglii, w Lincolnshire, w dystrykcie East Lindsey. W 2011 civil parish liczyła 644 mieszkańców. Legbourne jest wspomniana w Domesday Book (1086) jako Lecheburne.